# Manjuyod

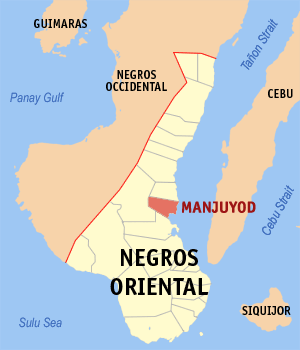
Bản đồ Negros Oriental với vị trí của Manjuyod

Manjuyod là một đô thị hạng 3 ở tỉnh Negros Oriental, Philippines. Theo điều tra dân số năm 2000, đô thị này có dân số 37.863 người trong 7.438 hộ.

## Barangay
Manjuyod được chia thành 27 barangay.
| - Alangilanan - Bagtic - Balaas - Bantolinao - Bolisong - Butong - Campuyo - Candabong - Concepcion - Dungo-an - Kauswagan - Libjo - Lamogong - Maaslum | - Mandalupang - Panciao - Poblacion - Sac-sac - Salvacion - San Isidro - San Jose - Santa Monica - Suba - Sundo-an - Tanglad - Tubod - Tupas |